# Phyllaplysia padinae
Phyllaplysia padinae is een slakkensoort uit de familie van de Aplysiidae. De wetenschappelijke naam van de soort is voor het eerst geldig gepubliceerd in 1973 door Williams & Gosliner.